# Ramses VI
Ramses VI var en fornegyptisk farao av Egyptens tjugonde dynasti. Hans regeringstid inföll mellan 1142/1140 f.Kr. och 1134/1132 f.Kr. Hans grav, KV9 där även Ramses V tidigare begravdes, ligger nära Tutankhamons i Konungarnas dal. Ramses VI:s mumie flyttades senare till KV35 där den hittades 1898.